# Epithema dentatum
Epithema dentatum är en tvåhjärtbladig växtart som först beskrevs av Charles Baron Clarke, och fick sitt nu gällande namn av Olive Mary Hilliard och Brian Laurence Burtt. Epithema dentatum ingår i släktet Epithema och familjen Gesneriaceae.

## Underarter
Arten delas in i följande underarter:
- E. d. dentatum
- E. d. hispidum
- E. d. pusillum